# Sis dies de Bordeus
Els Sis dies de Bordeus era una cursa de ciclisme en pista, de la modalitat de sis dies, que es disputava al velòdrom de Bordeus (Aquitània). La seva primera edició data del 1989 i la darrera del 1997.

## Palmarès
| Any  | Primers                                    | Segons                                          | Tercers                                   |
| ---- | ------------------------------------------ | ----------------------------------------------- | ----------------------------------------- |
| 1989 | Pierangelo Bincoletto · Laurent Biondi     | Gilbert Duclos-Lassalle · Etienne de Wilde      | Volker Diehl · Marc Meilleur              |
| 1990 | Gilbert Duclos-Lassalle · Etienne De Wilde | Anthony Doyle · Pascal Lino                     | Pierangelo Bincoletto · Laurent Biondi    |
| 1991 | Laurent Biondi · Gilbert Duclos-Lassalle   | Pascal Lino · Peter Pieters                     | Pierangelo Bincoletto · Silvio Martinello |
| 1992 | Pascal Lino · Peter Pieters                | Gilbert Duclos-Lassalle · Jens Veggerby         | Adriano Baffi · Pierangelo Bincoletto     |
| 1993 | Adriano Baffi · Giovanni Lombardi          | Pierangelo Bincoletto · Gilbert Duclos-Lassalle | Urs Freuler · Peter Pieters               |
| 1994 | Kurt Betschart · Bruno Risi                | Adriano Baffi · Giovanni Lombardi               | Pierangelo Bincoletto · Charly Mottet     |
| 1995 | Frédéric Magné · Etienne De Wilde          | Silvio Martinello · Marco Villa                 | Adriano Baffi · Pierangelo Bincoletto     |
| 1996 | Silvio Martinello · Marco Villa            | Jimmi Madsen · Jens Veggerby                    | Danny Clark · Matthew Gilmore             |
| 1997 | Silvio Martinello · Marco Villa            | Kurt Betschart · Bruno Risi                     | Matthew Gilmore · Etienne De Wilde        |